# نقص التهوية
نقص التهوية (بالإنجليزية: Hypoventilation)‏ ويعرف أيضًا باسم تدهور الجهاز التنفسي (بالإنجليزية: Respiratory depression)‏ يكون نتيجة نقص في كمية الأوكسجين وارتفاع في كمية ثاني أكسيد الكربون في الدم، ويصيب المريض بتهوية رئوية أقل من المطلوب للجسم.

## الأسباب
أسباب نقص التهوية في بعض الأحيان هو تضييق في مجرى الهواء أو نتيجة لبعض الأمور الخارجية تمنع تتدفق الهواء بشكل صحيح إلى الجسم. ونتيجة لذلك، تتأثـر الرئتين ولا تقوم بوظيفة تبادل الأكسجين وثاني أكسيد الكربون على الوجه المطلوب. الأشخاص الذين يعانون من أنسداد الكتلة الهوائية هـم أكثر عرضة للمعاناة من نقص التهوية أثناء الليل و نقص التهوية السنخية الثانوية.
نقص التهوية يقلل من مستويات الأكسجين أثناء النوم ممـا يسبب مشاكل في القلب، والصداع وضعف الرؤية وعدم القدرة على التركيز والقيام بالأعمال أثناء النهار.
التدخين يزيد من أحتمال حدوث اضطرابات تؤدى إلى تضييق الشعب الهوائية السفلى. ومن أهم العوامل الخارجية لأسباب حدوث نقص التهوية، عوامل البيئة والتلوث والتعرض للمواد الكيميائية.

## الأعراض الرئيسية
الأشخاص الذين يعانون من نقص التهوية معرضون بنسبة كبيرة للمعاناة من التليف الكلسي، انتفاخ الرئة، التهاب القصبات الهوائية المزمن، نقص ألفا(1انتيريسين)

## العلاج
كان يعطى المصاب بنقص التهوية عادةً منشطات الجهاز التنفسي مثل نيكيثاميد (nikethamide)، ولكن كان له فعالية محدودة فقط.واستبدل لاحقًا بدواء جديد BIMU8 الذي يبدو أنه أكثر فعالية كثيرًا لعلاج الذين يتعاطون الأفيون والمخدرات. وأيضًا هناك أدوية أخرى مثل BPAP أو CPAP. أما في الإسعافات الأولية الطارئة يجرى عملية التنفس الصناعي للمصاب.